# آلکساندر شاهوردیان (موسیقی‌شناس و تاریخ‌نگار)
آلکساندر ایساهاکی شاهوردیان (ارمنی: Ալեքսանդր Իսահակի Շահվերդյան؛ زاده ۲۲ ژوئن ۱۹۰۳ - درگذشته ۲ مارس ۱۹۵۴) تاریخ‌نگار، موسیقی‌دان، منتقد اهل ارمنستان بود. وی بین سال‌های - تا - میلادی فعالیت می‌کرد.

## زندگی‌نامه
وی در ۵ ژوئیه [سبک قدیمی: ۲۲ ژوئن] ۱۹۰۳ در سیغناغی در به دنیا آمد و از کنسرواتوار دولتی چایکوفسکی مسکو فارغ‌التحصیل گشت.  وی همچنین برنده جوایزی همچون چهره هنری شایسته ارمنستان شوروی (۱۹۴۵) شد. وی در ۲ مارس ۱۹۵۴ در سن ۵۰ سالگی در مسکو درگذشت.